# Narrativa transmídia
Narrativa transmídia ou narrativa transmidiática é aquela que se desenrola por meio de múltiplos canais de mídia, cada um deles contribuindo de forma distinta para a compreensão do Universo narrativo. Bons exemplos de franquias transmidiáticas trabalham para atrair múltiplas clientelas, se aproveitando da lógica econômica de uma indústria de entretenimento integrada horizontalmente, com braços em setores midiáticos diversos e diferenciados. Mídias diferentes, atraem nichos de mercado diferentes, a para atraí-los, o conteúdo se permite alterar um pouco o tom de acordo com a mídia.
Uma narrativa transmídia não deve possuir uma única boa história (isto fica a cargo do cinema e da literatura clássicos, onde uma boa história garante um bom filme ou um bom livro), ou bons personagens (isso fica a cargo do cinema e da literatura recente, onde um bom personagem garante boas sequências de filmes e livros), mas sim um rico universo (onde podem se desenvolver diversas histórias e diversos personagens, através de livros, filmes, quadrinhos, programas de TV, sites de Internet, games, etc).
Geralmente, a história é introduzida por um meio (no cinema, através de um filme, por exemplo) e incrementada através dos outros canais (séries de TV, hotsites com diversas funções, blogs, games, quadrinhos, animações, romances), ampliando seu desenvolvimento narrativo e expandindo seu universo diegético, permitindo não apenas a criação de novos conflitos, histórias e personagens, como também novas maneiras de se consumir e interagir com esse universo. Cada acesso a franquia deve ser autônomo, a fim de que seja possível consumir e interagir de forma satisfatória com um sem a necessidade se conhecer os outros, ao menos sem a necessidade de se conhecer profundamente. Cada um dos produtos (filme, games, quadrinhos, programas de TV, romance) se configura como um ponto de acesso a franquia como um todo.
Acessar a franquia através de diversos produtos estabelece uma profundidade de experiência de compreensão do universo que motiva ainda mais o consumo. Essa motivação expande não apenas o consumo como também insere o consumidor no universo de uma forma afetiva e duradoura. O oferecimento de novos níveis de revelação e experimentação renovam a franquia e sustentam a fidelidade do consumidor, enquanto que a redundância acaba com o interesse do fã e provoca o fracasso da franquia.
Convidar o fã a participar do universo da franquia é uma das habilidades chave de narrativas transmidiáticas, criando a chamada cultura participativa. Elas conseguem desenvolver universos ricos, cheios de becos e camadas pelas quais as histórias podem expandir não apenas por iniciativa dos produtores, mas também por iniciativa dos fãs. Imersos nestes universos, os fãs passam a desenrolar discussões sobre múltiplas interpretações das histórias, criar novas histórias a partir de seus pontos de vista, investigar a biografia de seus personagens favoritos e descobrir informações que não foram esclarecidas totalmente em todos os produtos.

## Origem
O termo foi apresentado por Henry Jenkins, professor de Jornalismo, Comunicação e Cinema da University of Southern California e ex-Diretor do Programa de Estudos de Mídia Comparada do MIT (Massachussets Institute of Technology), em seu livro Cultura da convergência (São Paulo, Aleph, 2008).
Desde meados dos anos noventa já é possível identificar produções de narrativas transmidiáticas na indústria de entretenimento norte-americana. Esses tipos de produções eram tratados por termos como crossmedia ou sinergia de mídias. Porém, já é bastante aceito que o termo narrativa transmídia proposto por Henry Jenkins é mais adequado para esse tipo de produção. De meados dos anos noventa pra cá essas produções se incrementaram, e com a proliferação do uso da internet por parte dos consumidores puderam expandir seus campos de ação e de desenvolvimento. Em seu livro Cultura da convergência, Jenkins investiga o alvoroço em tornos das novas mídias e expõe as importantes transformações culturais que ocorrem a medida que esse meios convergem uns com os outros e também com o meios de comunicação tradicionais.
Essas transformações incluem o spoiling (quando grupos se organizam para desvendar informações sobre filmes ou programas que ainda não foram exibidos), o fanfiction (histórias criadas por fãs utilizandos seus personagens prediletos de filmes, programas de TV, livros populares), o bloguismo (publicações alternativas na internet, em resposta a publicações geradas por meios de comunicação comerciais), entre outros hábitos e fenômenos que se surgiram ou se intensificaram principalmente após a expansão dos usos da internet. Todos eles são aproveitados no consumo e criação de narrativas transmídiaticas, e são hábitos característicos do perfil dos consumidores contemporâneos de entretenimento.

## Narrativa transmídia xtransmídia
É coerente atentar para o fato de que o termo transmídia, quando usado isoladamente, pode gerar confusões com conceitos como crossmedia, ou multi-plataforma. Henry Jenkins, Jeff Gomez (fundador da Starlight Runner, empresa pioneira na produção de franquias de narrativas transmídiacas) e Mauricio Mota (Chief Storytelling Officer e co-fundador do The Alchemists, empresa global de narrativas transmídiacas e responsável por trazer para o Brasil o conceito de narrativa transmidia), grandes pensadores e incentivadores da transmediação aconselham sempre o uso da expressão narrativa transmídia ou narrativa trasmidiática, que ajuda a evidenciar que no final das contas é a narrativa quem deve imperar sobre as tecnologias.

## Tipos de narrativas transmídia
Diferenciando-se também do conceito de Crossmedia - onde, ou há replicação da narrativa em meio distinto (por exemplo, "o filme do livro") ou uma nova narrativa mantendo o universo mas sem cruzamento entre histórias -, a Transmídia influencia e/ou é influenciada pela espinha-dorsal narrativa (história original). Com isto, pode-se considerar os seguintes tipos de interação transmídia:

#### Transmídia de aprofundamento
Neste modelo, o mais comum, há uma derivação da narrativa principal (espinha-dorsal), aprofundando determinado conteúdo explorado superficialmente (ou de forma incompleta) na narrativa principal. Como exemplo, no universo de Harry Potter, pode-se citar o livro "Quadribol através dos séculos", que traz explicações detalhadas sobre as regras do jogo, exploradas de forma mais simples na série de filmes e livros original deste universo narrativo.

#### Transmídia de introdução
Neste modelo, uma nova narrativa paralela surge precedendo eventos do narrativa principal, explicando de forma mais profunda a origem de acontecimentos e eventos na narrativa principal, cujo consumo, porém, não afetaria de forma significativa a compreensão desta por aqueles que não tiveram contato com a história precedente. Como exemplo, o filme Guardiões da Galáxia (Marvel) traz elementos que influenciarão a sequência de filmes Os Vingadores, mas, como dito, a ausência do consumo do primeiro não implica incompreensão da segunda.

#### Transmídia de influência
Neste caso há uma união entre o modelo de aprofundamento e de introdução onde, em determinado momento da narrativa principal, é criada uma derivação de aprofundamento, que segue paralela à principal e, em seu fechamento, volta a introduzir novos elementos no backbone da narrativa original.

#### Experiências de narrativas transmídia
A intenção aqui não é redigir uma crítica a respeito destes exemplos, mas apresentar um pouco dos caminhos transmidiáticos que eles exploraram. Ainda é incipiente o conhecimento sobre narrativas transmidiáticas, o que dificulta a avaliação qualitativa de produções deste porte. Outra coisa que interfere nessa avaliação é o fato de as possibilidades tecnológicas evoluirem em um ritmo bastante intenso. Cada nova franquia transmidiática possui ao seu alcance um novo tipo de interação entre público e mídia, o que tem feito com que cada nova tentativa transmidiática não deixe de ser também uma experimentação.

### Matrix
Matrix é uma franquia de narrativa transmidiática, que compõe um universo onde um sistema inteligente e artificial manipula a mente das pessoas, criando a ilusão de um mundo real enquanto usa os cérebros e os corpos dos indivíduos para produzir energia.
O universo criado pelas irmãs Wachowski (Lilly e Lana, diretoras, roteiristas e produtoras do projeto) atingiu um estágio bastante avançado de transmediação. O Universo Matrix foi desenvolvido agregando-se inúmeras referências de cultura pop e cultura erudita, de campos como filosofia, literatura, ficção científica, animes, HQs, informática, etc. Filosofias religiosas e agnósticas,  Alice no Pais das Maravilhas e o romance Neuromancer de William Gibson, o Mito da Caverna de Platão e Artes Marciais, Simulacro e Simulação de Jean Baudrillard e música Heavy Metal, tudo foi misturado sem preconceitos e de forma homogênea pelas duas criadoras. Surgiu um universo sobre o qual diversos artistas puderam experimentar, e cheia de meandros a serem explorados pela disposição dos fãs.
Além dos filmes do cinema, que foram o ponto de lançamento da franquia, o universo de Matrix se desenvolveu através de quadrinhos (que incluli a roteirização e arte de artistas como David Lapham, Paul Chadwick, Neil Gaiman e Bill Sienkiewicz), animes (a bem sucedida série Animatrix, que contou com artistas como Shinichirõ Watanabe, Peter Chung e Kõji Morimoto) e games como Enter The Matrix e Matrix Online.
O primeiro filme da série, chamado apenas de Matrix, introduz o Universo Matrix e apresenta suas premissas básicas. Posteriormente vieram os quadrinhos, os animes e os games, além das duas sequências cinematográficas: Matrix Reloaded e Matrix Revolutions.
Os contos de Animatrix tratam do mundo anterior a criação da Matrix, dos conflitos entre homens e máquinas e a derrota da humanidade nesses conflitos. Tratam também da primeira  primeira versão do software que gera a Matrix, e outras histórias deste Universo.
O game Enter The Matrix contém aproximadamente duas horas de filmes produzidos junto a Matrix Reloaded e Matrix Revolutions. Entre esses três produtos existe uma sinergia muito significativa. Certos acontecimentos estão presentes apenas no jogo, outros, em apenas um dos filmes. Porém, um produto está constantemente fazendo referência aos acontecimentos exclusivos dos outros. Com isso, muitos espectadores dos filmes não conseguiram compreendê-los totalmente, o que fez com que ficassem insatisfeitos com a experiência. Isso é aparentemente uma falha cometida pelo excesso. Não é necessário que todos os acontecimentos estejam presentes em todos os produtos (o que poderia descaracterizar a franquia como uma narrativa transmídia), mas cada produto deve ser autosuficiente em sua compreensão.
Matrix pode ser aceito como uma franquia de narrativa transmidiática bastente ampla, e que  demonstrou pioneiramente muitas possibilidades interessantes de aplicação deste formato de entretenimento.
Assim como aconteceu com Lost, os fãs de Matrix criaram uma enciclopédia virtual colaborativa, a Matrix Wiki, que agrega informações sobre todos os elementos da franquia.

### Dawson’s Creeke oDawson’s Desktop
Na cidade de Capeside, o adolescente Dawson e seus amigos vivem problemas cotidianos enquanto amadurecem e decidem os rumos de suas vidas.
Como a maioria das séries modernas, cada episódio de Dawson’s Creek deixava um gancho para o próximo, com algo da história suspenso no ar, para aguçar a imaginação dos espectadores e deixa-los ansiosos pela próxima exibição. Os produtores do programa notaram que poderiam se aproveitar desse interesse dos espectador oferecendo a eles algo mais sobre a série entre a exibição de um episódio e outro. Surgiu assim o Dawson’s Desktop, um site onde era possível “acessar” o computador do personagem principal a partir de seu desktop.
Os visitantes conseguiam ler emails recebidos e enviados por ele a outros personagens, fuçar seus trabalhos de curso e seu diário e até mesmo remexer em seu cesto de lixo. Os espectadores conseguiam assim se inteirar mais ainda da personalidade do personagem, sabendo com o que ele estava lidando quando não estava enfrentando os conflitos apresentados na série de TV. A imersão do público aumentou significativamente, e o afeto pela série também. Os produtores passaram a liberar pistas sobre o que poderia vir a acontecer nos próximos episódios, e os espectadores se divertiam tentando desvendar essas informações.
No auge, o site atingia 25 milhões de aceso por semana.
A ideia de realizar expansão do universo da série foi desde o início atrelada a uma minuciosa pesquisa dos hábitos dos fãs da série. Os produtores afirmam terem se inspirado em fanfictions criadas em torno dos personagens para desenvolver as relações que seriam estabelecidas entre eles dentro do Dawson’s Desktop. Os produtores monitoravam diversos sites sobre a série criados por espectadores, e permitiam a fãs opinarem nos conteúdos que seriam inseridos no site, e também na sua interface. Os produtores queriam ter certeza de que os fãs estavam recebendo aquilo que queriam. A certa altura, os fãs foram convidados a participar enviando emails a Dawson, como se fossem seus colegas de colégio. Segundo Jenkins, “ desse modo, os produtores integraram a energia criativa das comunidades de fãs ao desenvolvimento de novos conteúdos, o que, por sua vez, sustentou o interesse dos espectadores”.

### Bruxa de Blair
Três estudantes de cinema se aventuram em uma floresta em Maryland, Estados Unidos, com uma câmera, a fim de gravarem um documentário sobre a chamada Bruxa de Blair. Misteriosamente, os três jovens nunca mais são vistos. Um ano depois é encontrada na floresta uma sacola contendo fitas e rolos de filme que perteciam aos estudantes. O material dá pistas sobre o que pode ter sido o macabro destino dos jovens.
Ao ser , o filme chamou bastante atenção para a lenda da bruxa de Burkittisville, a Bruxa de Blair. “Quão real será essa lenda?”, se perguntava o público.
Quando foram buscar informações sobre o assunto, se depararam com um site aparentemente real, que associava o crime do filme com a lenda da Bruxa, e reunia pessoas interessadas em desvendar o mistério e fazer justiça. Encontraram notícias sobre o desaparecimento dos jovens, datadas coerentemente com os fatos apresentados pelo filme, tudo aparentemente real. Encontraram um documentário sobre o assunto que fora realmente exibido pelo Sci Fi Channel, meses atrás. Começaram então a se aprofundar no assunto. Supostos artefatos encontrados na florestas por moradores da região começaram a aparecer, e suas fotos eram compartilhadas com os frequentadores do site. Caricaturas feitas por pessoas que rondaram a floresta e avistaram o que poderia ser a bruxa também eram compartilhadas, e todas possuiam semelhanças intrigantes. A trilha sonora do filme foi apresentada como uma fita encontrada no carro abandonado pelos estudantes.
Pelo menos um ano antes do lançamento do filme os produtores começaram a plantar essas pistas. Notícias falsas, discussões armadas, caricaturas forjadas, artefatos construídos pelo departamento de arte do filme, tudo o que site agregava de informação e também o documentário exibido no Sci Fi Channel eram falsos e faziam parte da estratégia de construção do universo do filme. Um fórum de discussão no site evidenciou o surgimento de uma comunidade de fãs interessados em solucionar o mistério da Bruxa de Blair.
Eduardo Sanchéz, um dos criadores e diretores do projeto, cita em Cultura da convergência o seguinte: “O que aprendemos com Bruxa de Blair é que, se você der as pessoas coisas suficientes para explorar, elas vão explorar. Não todas, mas algumas. As que exploram e aproveitam aquele universo serão suas fãs pra sempre e trarão uma energia que não se pode comprar pela publicidade.”.
O Projeto Bruxa de Blair trouxe pela primeira vez a tona um debate mais amplo sobre narrativa trasmidiática.

### Lost
Lost é um dos seriados de maior sucesso da televisão mundial. Suas seis temporadas contam os desdobramentos  das vidas dos sobrevivente de um acidente aéreo em uma ilha misteriosa, depois que o avião no qual viajavam caiu em algum ponto do oceano pacífico. A série também mostra acontecimentos da vida desses personagens anteriores ao acidente. Personagens entravam e saiam a cada temporada. Diversos personagens, diversas biografias, e diversas relações entre eles em um ambiente cheio de mistérios e intrigas, além das diversas instituições presentes nessa história toda, compõem um universo narrativo intrincado.
A franquia se expandiu em muitas direções: três novelas em quadrinhos; dois romances; um jogo de realidade alternativa chamado Lost Experience; um site falso da companhia Oceanic Airlines (a companhia do avião acidentado) que incluia diversos easter eggs e boatos sobre a série; um site falso com funcionalidade similar sobre a Hanso Foundation (uma fundação de pesquisas fictícia que faz parte do universo Lost); minivídeos para celular com pequenas histórias que não eram abordadas na TV; uma seção chamada “Lost Untold” no site do Channel 4 que reunia informações sobre as vidas dos personagens antes do acidente; e podcasts semanais discutindo os episódios da série, um deles produzido por roteiristas e produtores executivos da série, que continha também entrevistas com o elenco e perguntas do público.
Este complexo universo criado por Lost gerou um produto ainda mais novo e interessante: a Lostpedia, uma enciclopédia virtual colaborativa similar a Wikipedia, criada por fãs, com versões em diversas línguas, e que reune informações sobre todos os itens do universo Lost além de noticias e textos sobre a produção.

### Anna Bee
Anna Bee é uma garota de 17 anos que acha sua vida um tédio, e a única coisa da qual gosta é sua banda, a HotHotMails.
Anna Bee aparece eventualmente na programação da MTV Brasil, com vídeos de animação de dois minutos gravados a partir da webcam de seu notebook, geralmente dentro de seu quarto. Nos vídeos, Anna interage com pessoas, sites, jogos, através da internet. Neles é possível ver um pouco dessas coisas com as quais ela interage, e também suas reações a elas.
Ela possui um blog onde comenta os acontecimentos do seu dia dia e também escreves sobre coisas quaisquer. Ela possui também páginas em diversas redes sociais, como Facebook, Youtube, My Space, Twitter e LastFM.
Anna Bee é um avatar, sobre o qual o espectador pode debruçar através destes diversos canais onde ela expões suas subjetividades.
Embora não possua até o momento nenhum recurso de interatividade espectador-produtor mais sofisticado ou ousado, Anna Bee não deixa de ser uma interessante experiência de narrativa trasmidíatica brasileira, onde o universo a ser explorado é a cabeça de uma garota adolescente.
Um universo não menos complexo e vasto que os demais exemplos.

## O primeiro curso de narrativas transmídia no Brasil
Em 2010 a ESPM-SP lançou o primeiro, curso de Narrativas Transmidias no Brasil. Ministrados pelos professores Fernando Palacios e Felipe Bedran. Desde então a escola apresenta o curso de Inovação em Storytelling: do branded content à transmídia que passou da 10º Edição. Recentemente, a mesma instituição introduziu uma variação do tema com o curso "Storytelling aplicado à gestão de marcas" oferecido pelo método EAD (educação à distância)

## Transmídia e Educação
A narrativa transmídia pode ser um grande potencial na educação. De acordo com Jenkins, a escola deve mudar a sua forma de ensinar e valorizar a cultura participativa. Em 2017, uma docente da rede estadual apostou na possibilidade de utilizar narrativas transmídias na sala de aula, atrelando os recursos transmídias com clássicos da literatura mundial (Alice no país das maravilhas e Alice através do espelho).